# Chiesa di San Giovanni Battista (Nulvi)
La chiesa di San Giovanni Battista è un edificio religioso situato a Nulvi, centro abitato della Sardegna settentrionale. Consacrata al culto cattolico, fa parte della parrocchia della Beata Vergine Maria Assunta, diocesi di Tempio-Ampurias.
La chiesa sorge nella periferia ovest del paese. Di antiche origini venne citata in documenti cassinesi del 1300 come San Giovanni di Nugulbi. Originariamente monastero dei benedettini fu in seguito occupata dai francescani che nel XVII secolo la ricostruirono interamente prima di abbandonarla, quattro anni più tardi, per spostarsi nel convento di Santa Tecla. Venne riaperta al culto dopo un lungo periodo grazie ad un accurato restauro.
L'edificio presenta una facciata con blocchi di tufo a vista e ampio portale sovrastato da timpano;  un campaniletto a vela svetta sul coronamento piatto. L'aula, mononavata, è suddivisa in quattro campate da tre archi a volta ogivale; sul fondo un arco a tutto sesto la separa dal presbiterio, quest'ultimo rialzato di due gradini rispetto al piano di calpestio.

## Galleria d'immagini

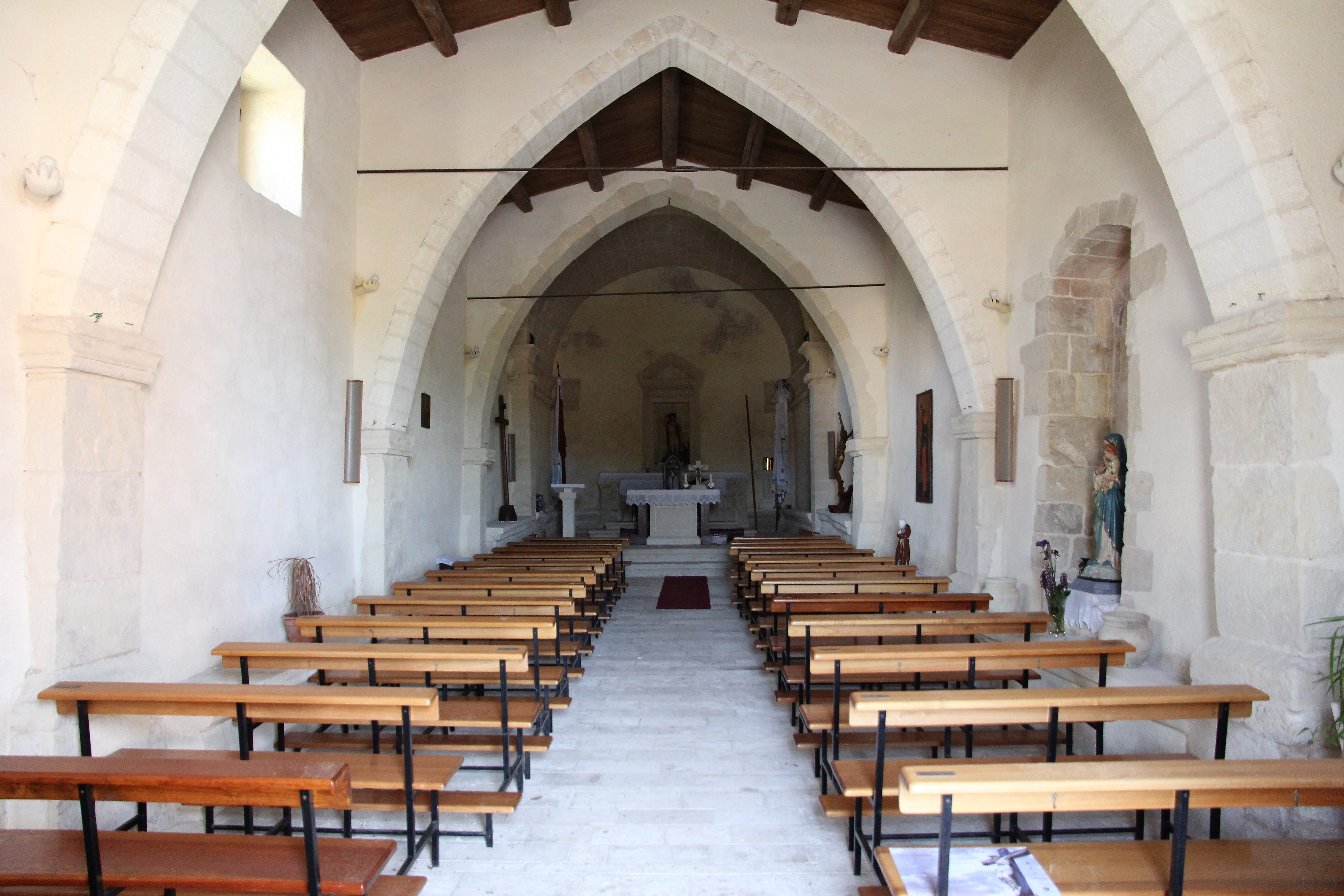
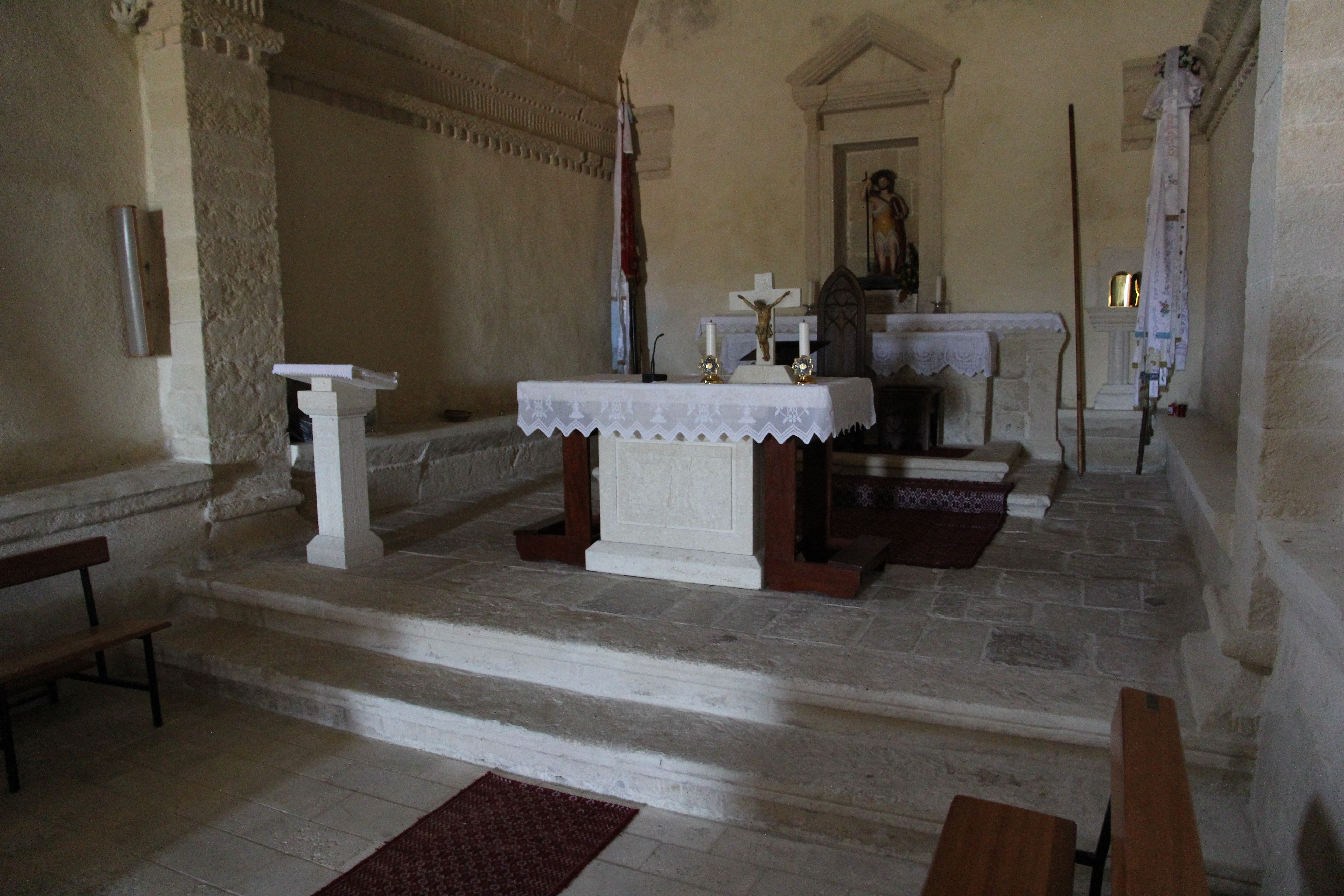
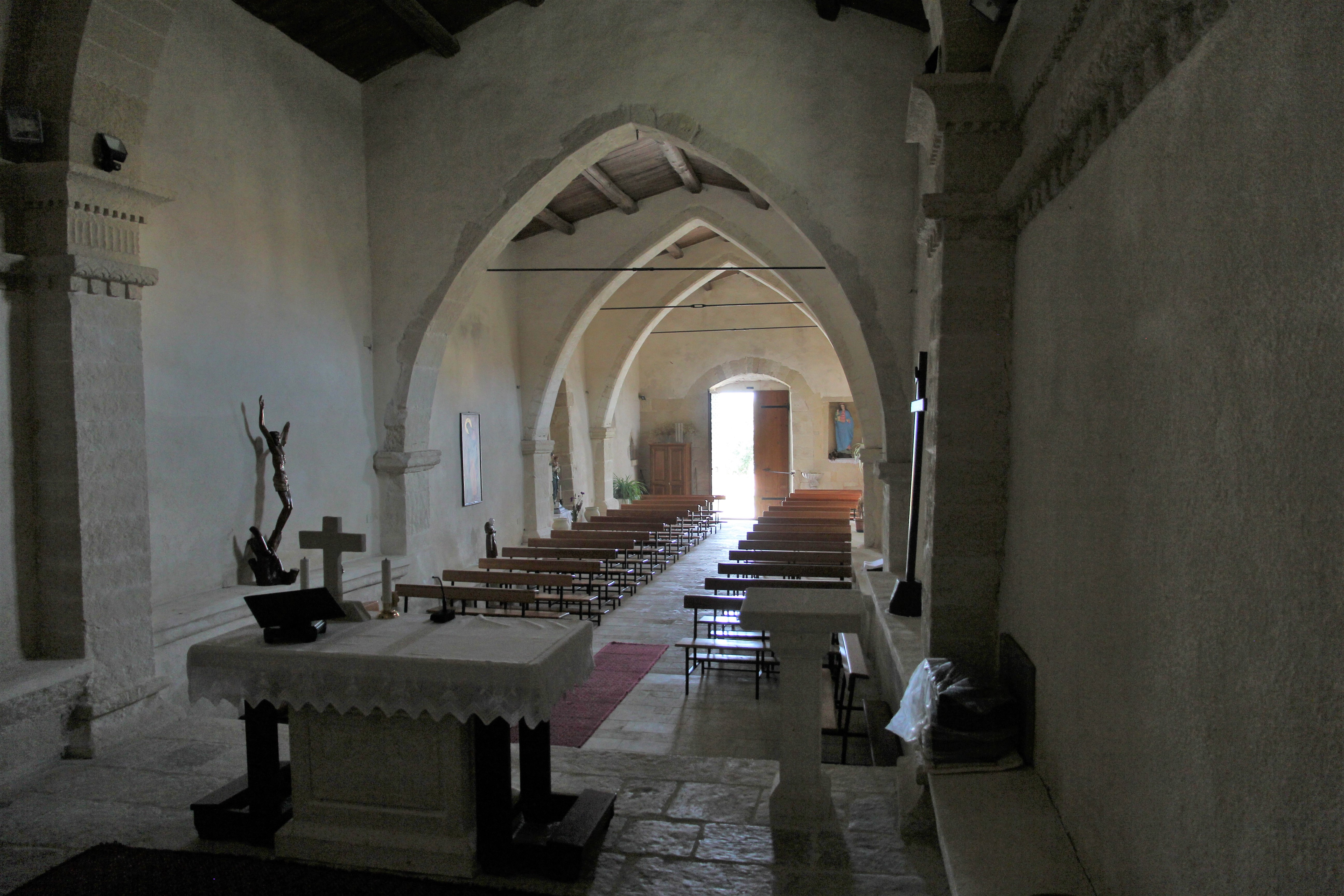